# تارانت گانویل
تارانت گانویل (به انگلیسی: Tarrant Gunville) یک روستا و محله مدنی در بریتانیا است که در North Dorset واقع شده‌است. تارانت گانویل ۲۳۳ نفر جمعیت دارد.